# Impromptu „Ohio”

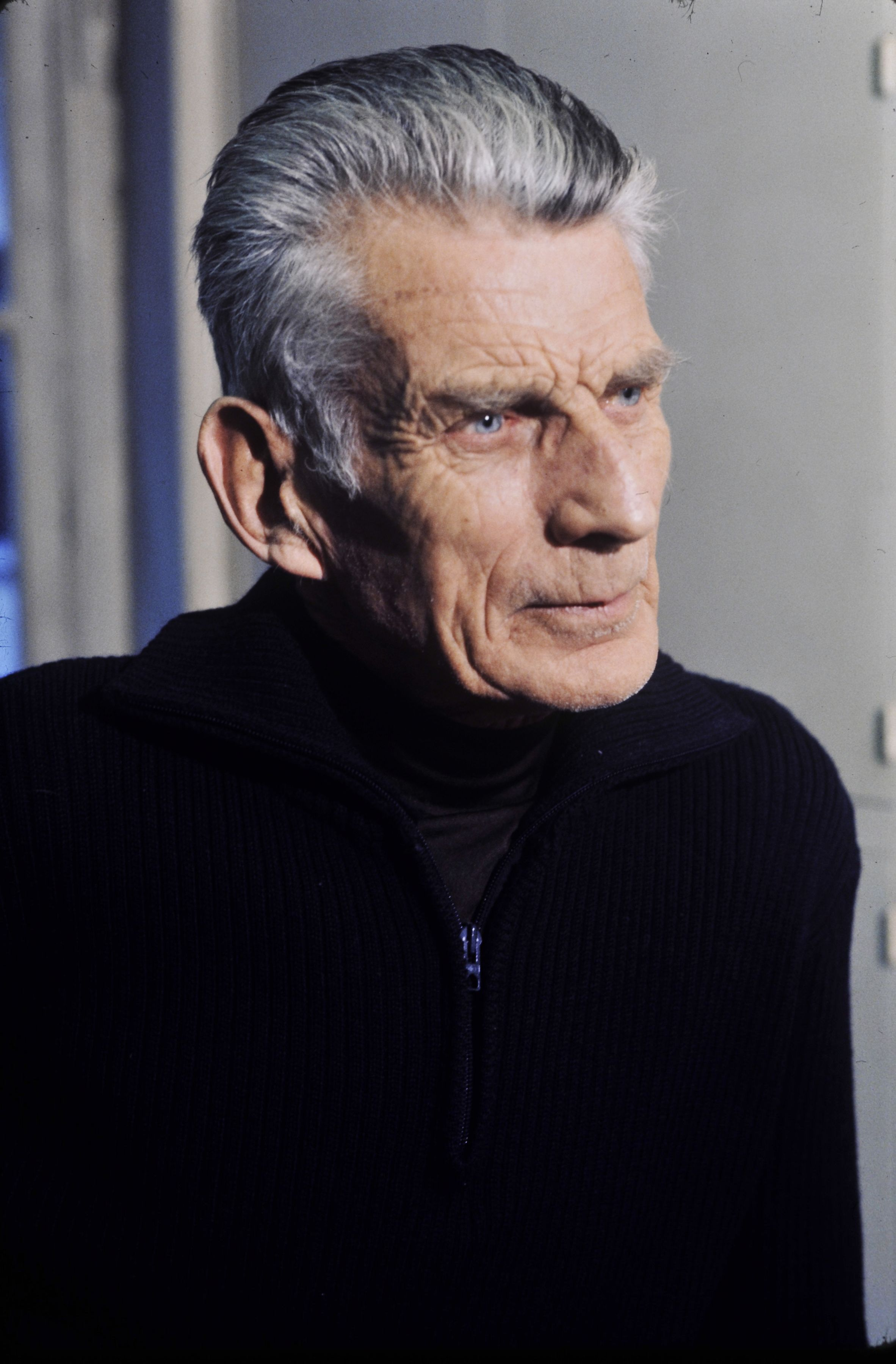
Samuel Beckett, 1977 r.

Impromptu „Ohio” (oryg. Ohio Impromptu) – sztuka teatralna autorstwa Samuela Becketta. Dramat został napisany w 1980 w języku angielskim. Beckett pisał sztukę na zamówienie Stanleya E. Gontarskiego, który z ramienia Stanowego Uniwersytetu Ohio zorganizował sympozjum naukowo-literackie pod nazwą Samuel Beckett: Humanistic Prospectives w Stanach Zjednoczonych. Po raz pierwszy sztuka wystawiona została 9 maja 1981 w Stadium II Theater w Columbus w stanie Ohio, gdzie autor został zaproszony z okazji swoich siedemdziesiątych piątych urodzin. Reżyserem był Alan Schneider, a w rolę głównych bohaterów wcielili się David Warrilow i Rand Mitchell. Postaciami Impromptu „Ohio” są Słuchacz i Czytający, podobni do siebie, długowłosi starcy, którzy siedzą przy prostokątnym stole. Czytający czyta końcowy fragment opowieści Słuchającemu. Ten zaś przerywa co pewien czas opowieść poprzez stukanie w stół. Pod koniec okazuje się, że książka opowiada właśnie o siedzących przy stole mężczyznach, zatem dramat zawiera koncepcję szkatułkową. W 2002 roku reżyser Anthony Minghella zrealizował filmową wersję Impromptu „Ohio” w ramach projektu Beckett on Film. Poprzez wykorzystanie nowoczesnych technik kinematografii Słuchacza i Czytającego mógł zagrać ten sam aktor, którym był Jeremy Irons.